# بومارو مونفيراتو
بومارو مونفيراتو (بالإيطالية: Pomaro Monferrato)‏ هي بلدية في مقاطعة ألساندريا في إقليم بييمونتي في إيطاليا.

## السكان
في سنة 1861 بلغ عدد السكان 1٬216 نسمة، وتطور العدد ليصل في سنة 2011 لـ 390 نسمة.
يظهر هذا المخطط البياني تطور النمو السكاني لـ بومارو مونفيراتو